# Унга (приток Большого Цивиля)
У́нга (У́рга, Этме́ш; (чув. Ункӑ) — река, левый приток Большого Цивиля. Протекает по Чебоксарскому, Красноармейскому и Цивильскому районам Чувашии. Длина реки — 66 км (по другим сведениям — 64,8 км), площадь водосборного бассейна 719 км², коэффициент густоты речной сети 0,70 км/км².

## Притоки
Имеет 27 притоков, главные из них — Моргаушка, Покшаушка, Кунар.

## Название
Краевед И. С. Дубанов отмечает:

Название, скорее всего, происходит от мар. унгшо «тихий, спокойный», что указывает на характер течения реки. Предположительно, и чувашский вариант от чув. ункă «круг, кольцо». Ср. мар. онго «петля»— Географические названия Чувашской Республики

## Хозяйственное значение
Русло реки зарегулировано плотинами и дамбами, созданными для хозяйственно-питьевого использования.

## В искусстве
- Картина М. С. Спиридонова  «Река Унга. Ветлы»[5]. 1948 г. Холст, масло. 50 х 69 см. (Чувашский государственный художественный музей);
- Картина М. С. Спиридонова «Река Унга»[6]. 1949 г. Холст, масло. 57 х 42 см. (Чувашский государственный художественный музей).

## Данные водного реестра
По данным государственного водного реестра России, относится к Верхневолжскому бассейновому округу, водохозяйственный участок реки — Цивиль от истока и до устья, речной подбассейн реки — Волга от впадения Оки до Куйбышевского водохранилища (без бассейна Суры). Речной бассейн реки — (Верхняя) Волга до Куйбышевского водохранилища (без бассейна Оки).
Код объекта в государственном водном реестре — 08010400412112100000209.